# Hugh S. Johnson
Hugh Samuel Johnson (Fort Scott (Kansas), 5 augustus 1882 - Washington D.C., 15 april 1942) was een Amerikaans militair, zakenman, speechschrijver, overheidsfunctionaris en columnist. Als prominent adviseur van president Franklin Delano Roosevelt speelde Johnson een belangrijke rol bij de totstandkoming en uitvoering van de New Deal, een omvangrijk sociaal en economisch hervormingsprogramma om de Verenigde Staten uit het slop van de Grote Depressie te trekken.

## Vroege leven en opleiding
Johnson werd geboren op 5 augustus 1881 in Fort Scott (Kansas). Hij groeide op in een militaire familie en volgde zijn opleiding aan de United States Military Academy in West Point, waar hij in 1903 afstudeerde. Johnson diende in de Amerikaanse cavalerie en later in de infanterie. Zijn vroege militaire loopbaan omvatte verschillende posten in de VS en op de Filippijnen.

## Militaire carrière
Tijdens de Eerste Wereldoorlog diende Johnson in Frankrijk, waar hij als kapitein en later als kolonel werkzaam was. Hij was betrokken bij de planning van de Amerikaanse oorlogsinspanning en verwierf bekendheid door zijn organisatorische vaardigheden. Na de oorlog bleef Johnson in het leger en werd hij in 1919 benoemd tot directeur van het War Department's Operations Division.

## Burgerlijke carrière
Na zijn ontslag uit het leger in 1927, ging Johnson aan de slag in het bedrijfsleven. Hij werkte voor verschillende bedrijven, waaronder de Moline Plow Company, waar hij vice-president was. Johnson ontwikkelde een reputatie als een effectieve leider en strateeg in zowel militaire als zakelijke kringen.

## Nationale Industriële Herstelwet (NIRA)
Hugh S. Johnson's bekendheid nam aanzienlijk toe toen hij in 1933 door president Franklin D. Roosevelt werd benoemd tot hoofd van de National Recovery Administration (NRA), een agentschap opgericht als onderdeel van de New Deal om de Amerikaanse economie uit de Grote Depressie te halen. Johnson was verantwoordelijk voor de implementatie van de Nationale Industriële Herstelwet (NIRA), die bedrijven stimuleerde om eerlijke concurrentiepraktijken en arbeidstandaarden na te leven.
Onder Johnson's leiding creëerde de NRA de beroemde "Blauwe Adelaar"-campagne, waarbij bedrijven die zich aan de NRA-codes hielden, het symbool van een blauwe adelaar mochten tonen als teken van patriottisme en naleving. Johnson was een charismatische en soms controversiële figuur, bekend om zijn vurige toespraken en onorthodoxe methoden.